# Xã Bokescreek, Quận Logan, Ohio
Xã Bokescreek hay Xã Bokes Creek (tiếng Anh: Bokescreek Township) là một xã thuộc quận Logan, tiểu bang Ohio, Hoa Kỳ. Năm 2010, dân số của xã này là 1.338 người.